# Jornada del foso de Toledo
La jornada del foso fue un hecho histórico acaecido en la ciudad de Toledo (España), en el siglo VIII, que viene recogido en los cronicones toledanos de los siglos XVI y XVII, como Historia o Descripción de la Imperial Ciudad de Toledo (1554) de Pedro de Alcocer. Sin embargo, algunos expertos, como el filólogo y arabista Álvaro Galmés de Fuentes, sobrino nieto de Ramón Menéndez Pidal, cuestionan la base histórica y sugieren que se trata de narraciones que perviven de una leyenda de época preislámica. Todo ello a pesar de estar corroborado por cronistas andalusíes como Ibn Hayyan y su principal fuente, Ahmad ibn Muhammad al-Razi.

## Historia
En el año 797 gobernaba en la península el emir árabe Alhakén I. Toledo era una ciudad sometida al emir, pero con autonomía propia. Su población estaba formada por visigodos, hispanorromanos (muladíes la mayoría), árabes y judíos (estos establecidos en el campo). Alhakén quiso terminar de una vez con la independencia y autonomía de que gozaba la ciudad y dispuso una trampa. Mandó como nuevo gobernador de Toledo a un muladí de su confianza, Amrus ben Yusuf (Jiménez de Rada le llama Ambroz). Para celebrar el nombramiento, el muladí invitó a su palacio a las personas más destacadas, ricas e influyentes, en total más de 400. Durante el banquete las degolló a todas y mandó arrojar sus cabezas a un foso preparado de antemano para el desenlace. Otras fuentes señalan que el motivo de Amrús era vengarse de la ejecución de su hijo, Yusuf, por la nobleza de la ciudad.

## «Noche toledana»

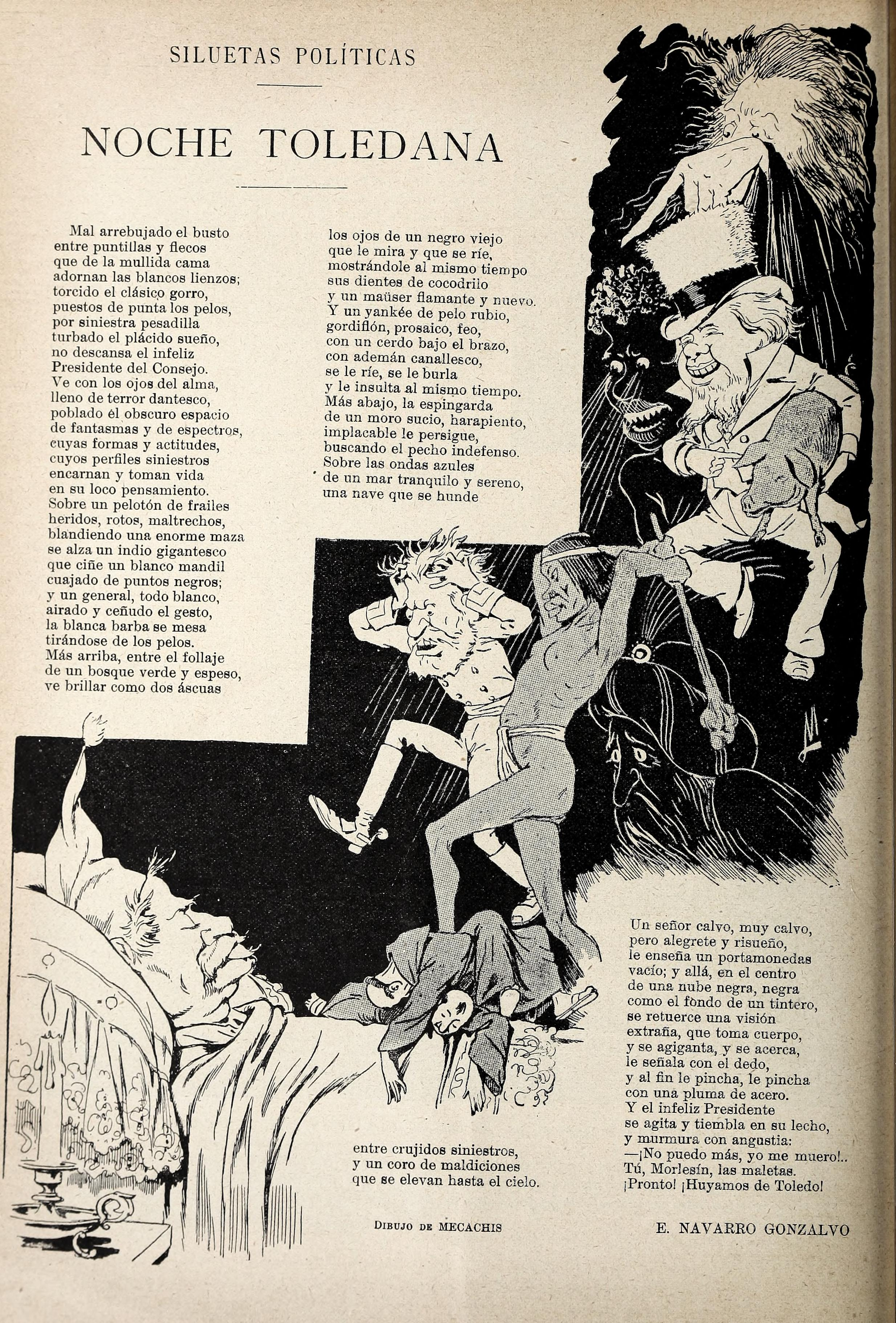
«Noche toledana» dibujo de Mecachis con texto de Navarro Gonzalvo (Blanco y Negro, 1896)

La frase "pasar una noche toledana", para indicar que no se ha dormido, puede referirse a estos sucesos narrados, si bien otras fuentes hacen referencia al calor «agobiante». Por otra parte, Sebastián de Covarrubias, en su Tesoro de la lengua castellana o española (1611), afirmaba que la noche toledana era aquella que «se pasa de claro en claro, sin poder dormir, porque los mosquitos persiguen a los forasteros que no están prevenidos de remedios como los demás».

### Obras literarias
Numerosos autores han hecho referencia a la expresión «noche toledana» en sus obras, aunque con distintos temas, incluyendo Lope de Vega, que escribió una sátira de enredo y simulaciones, La noche toledana (1605), con motivo del nacimiento del príncipe Felipe, así como Noche toledana (1841) de Ventura de la Vega o Una noche toledana (1870) de Enrique Pérez Escrich.